# Ада Негри
Ада Негри (Лоди, 3. фебруар 1870 — Милано, 11. јануар 1945) је била италијанска књижевница. Била је једина жена која је примљена на Академију Италије.

## Биографија
Ада Негри је рођена у Лодију у Италији 3. фебруара 1870. Њен отац Ђузепе Негри је био кочијаш, а мајка Виторија Корналба ткаља.
Након очеве смрти 1871. године, Негрино детињство је окарактерисано њеним односом са баком, Ђузепином „Пепином“ Пани.   Пани је радила као домарка у палати племићке породице Барни, у којој је Негри много времена проводила сама, посматрајући људе у пролазу, како је описано у аутобиографском роману Stella Mattutina (1921).
Похађала је школу за девојчице у Лодију и стекла диплому учитеља. Са осамнаест година постала је учитељица у селу Мота Висконти близу реке Тичино, у Павији. У слободно време Негри је писала поезију и слала је локалним новинама. Њени рани радови појавили су се у миланском часопису L'Illustrazione Popolare. На наставак школовања подстицао ју је њен учитељ Паоло Тедески, који је препознао њену зрелост и таленат. Негрина прва књига поезије, Fatalità (1892), била је добро прихваћена од стране читалаца и критичара, што јој је донело награду „Giannina Milli“ која јој је обезбедила малу стипендију. Ово је довело до именовања за професора у нормалној школи у Милану. Овде се верила за младог социјалистичког интелектуалца Етора Патриција и упознала чланове Италијанске социјалистичке партије, укључујући Филипа Туратија, Бенита Мусолинија и Ану Кулишеву. Њена друга књига песама, Tempeste (1896), објављена је исте године када је Негри раскинула веридбу са Патрицијем. Књига садржи размишљања о сломљеном срцу и континуалном фокусу на социјалну неједнакост.
28. марта 1896. удала се за индустријалца Ђованија Гарланду из Бјеле, који се заљубио у Негријеву након читања њене поезије. До 1904. имали су две ћерке, Бјанку и Виторију. Виторија је умрла у детињству. Године 1913. Негри се одвојила од мужа и преселила у Швајцарску да живи у Цириху са Бјанком. Негри је остала у Цириху до избијања Првог светског рата, након чега се вратила у Италију.
Често је посећивала Лаљо на језеру Комо, где је написала свој једини роман, аутобиографско дело, Stella Mattutina. Књига је објављена 1921. и преведена на енглески за објављивање 1930. У марту 1923. Негри је започела продужени боравак на острву Капри, где је написала I canti dell'isola. Мусолини је номиновао Негријеву за Нобелову награду 1927. године, али ју је касније освојила друга италијанска песникиња Грација Деледа. Током овог периода, Негри је често боравила у Палати Корнацани у Павији, истој згради у којој су Уго Фосколо, Контардо Ферини и Алберт Ајнштајн живели у различитим периодима историје.
Године 1940. Негри је примљена као прва жена за чланицу Италијанске академије. Међутим, ово достигнуће је укаљало њену репутацију касније у животу јер су чланови Академије морали да се закуну на лојалност фашистичком режиму. Влада их је награђивала разним материјалним бенефицијама.
Негри је била један од сарадника Лидела, националистичког женског часописа који је излазио између 1919. и 1935. Њено дело је било нашироко превођено током њеног живота, са појединачним песмама објављеним у новинама широм света.
11. јануара 1945. њена ћерка Бјанка је пронашла Негри мртву у њеном студију у Милану. Имала је 74 године.

## Пријем
Бенедето Кроче је описао њен рад као „лако, плачљиво, потпуно усредсређено на мелодичност и спремност емоција — поетике која је помало меланхолична, идилично-елегична“. Он ју је одбацио, написавши да је „недостатак или несавршеност у уметничком раду пре свега женска мана (difetto femminile). 
Међутим, други критичари су је видели као „некога чија је визија била фокусирана на муке живота на начин на који је то неколико писаца чинило у тим тешким временима. Њена природно лирска душа знала је, у главним деловима њених дела, како да преобрази са отиском оригиналности патње, горчину, радости читаве генерације“. Описана је као списатељица која је „укинула устаљене конвенције и обликовала своје текстове у складу са ритмовима срца, у складу са оним што тера ветрове да дувају, ствара воде и пулсира звезде – поезија бескрајно слободна, хировита и прецизна“.
Негрино прво признање у социјалистичким круговима донело јој је име „la vergine rossa“ или „црвена девојка“. Она је пала у немилост након брака са Гарландеом, што је виђено као политичка издаја.
Као и многи италијански писци из тог периода, њена репутација је после 1945. патила због тога што је била повезана са фашистичким покретом, пошто је 1931. добила Мусолинијеву награду. Награду је финансирао Corriere della Sera.
Глумица Пола Негри (рођена Барбара Аполонија Халупцова) прихватила је сценско презиме „Негри“ по угледу на песникињу. Глумица Паола Пецаља, лична пријатељица Негријеве, била је интерпретатор њене поезије на сцени.

## Радови

### Поезија
- Fatalità (1892)
- Tempeste (1896)
- Maternità (1904)
- Dal profondo (1910)
- Esilio (1914)
- Il libro di Mara (1919),
- I canti dell’isola (1925)
- Vespertina (1930)
- Il dono (1936)
- Fons amoris (1946), објављено постхумно

### Проза
- Le solitarie (1917)
- Orazioni (1918)
- Stella mattutina (1921)
- Finestre alte (1923)
- Le strade (1926)
- Sorelle (1929)
- Di giorno in giorno (1932)
- Erba sul sagrato (1939)
- Oltre (1947) published posthumously